# Петрович, Ненад
Ненад Петрович (серб. Ненад Петровић; 7 сентября 1907, Загреб — 9 ноября 1989, там же) — югославский шахматный композитор; гроссмейстер (1975) и арбитр (1956) по шахматной композиции. Президент Постоянной комиссии ФИДЕ по шахматной композиции (1958—1964). Главный редактор журнала «Проблем» (1951—1981) и Альбомов ФИДЕ. Инженер-строитель.
С 1924 года опубликовал свыше тысячи композиций различных жанров, из которых 250 отмечены отличиями на конкурсах, в том числе 150 — первыми призами. Признанный авторитет в области задач-тасков, стратегических трёх- и многоходовок, задач на ретроанализ, а также шахматно-математических задач. Его задача-монстр — рекордная задача на мат в 270 ходов.

## Задачи
|   | a | b | c | d | e | f | g | h |   |
| - | --- | --- | --- | --- | --- | --- | --- | --- | - |
| 8 | a8 чёрная ладья · e8 чёрный король · h8 чёрная ладья · a7 чёрная пешка · d7 чёрная пешка · a6 чёрная пешка · c6 чёрная пешка · d6 белая пешка · g6 чёрная пешка · f5 чёрная пешка · g5 белый конь · f4 чёрная пешка · b3 белый ферзь · f3 чёрная пешка · a2 белая пешка · b2 белая пешка · g2 чёрный слон · a1 белый король · b1 белый слон | a8 чёрная ладья · e8 чёрный король · h8 чёрная ладья · a7 чёрная пешка · d7 чёрная пешка · a6 чёрная пешка · c6 чёрная пешка · d6 белая пешка · g6 чёрная пешка · f5 чёрная пешка · g5 белый конь · f4 чёрная пешка · b3 белый ферзь · f3 чёрная пешка · a2 белая пешка · b2 белая пешка · g2 чёрный слон · a1 белый король · b1 белый слон | a8 чёрная ладья · e8 чёрный король · h8 чёрная ладья · a7 чёрная пешка · d7 чёрная пешка · a6 чёрная пешка · c6 чёрная пешка · d6 белая пешка · g6 чёрная пешка · f5 чёрная пешка · g5 белый конь · f4 чёрная пешка · b3 белый ферзь · f3 чёрная пешка · a2 белая пешка · b2 белая пешка · g2 чёрный слон · a1 белый король · b1 белый слон | a8 чёрная ладья · e8 чёрный король · h8 чёрная ладья · a7 чёрная пешка · d7 чёрная пешка · a6 чёрная пешка · c6 чёрная пешка · d6 белая пешка · g6 чёрная пешка · f5 чёрная пешка · g5 белый конь · f4 чёрная пешка · b3 белый ферзь · f3 чёрная пешка · a2 белая пешка · b2 белая пешка · g2 чёрный слон · a1 белый король · b1 белый слон | a8 чёрная ладья · e8 чёрный король · h8 чёрная ладья · a7 чёрная пешка · d7 чёрная пешка · a6 чёрная пешка · c6 чёрная пешка · d6 белая пешка · g6 чёрная пешка · f5 чёрная пешка · g5 белый конь · f4 чёрная пешка · b3 белый ферзь · f3 чёрная пешка · a2 белая пешка · b2 белая пешка · g2 чёрный слон · a1 белый король · b1 белый слон | a8 чёрная ладья · e8 чёрный король · h8 чёрная ладья · a7 чёрная пешка · d7 чёрная пешка · a6 чёрная пешка · c6 чёрная пешка · d6 белая пешка · g6 чёрная пешка · f5 чёрная пешка · g5 белый конь · f4 чёрная пешка · b3 белый ферзь · f3 чёрная пешка · a2 белая пешка · b2 белая пешка · g2 чёрный слон · a1 белый король · b1 белый слон | a8 чёрная ладья · e8 чёрный король · h8 чёрная ладья · a7 чёрная пешка · d7 чёрная пешка · a6 чёрная пешка · c6 чёрная пешка · d6 белая пешка · g6 чёрная пешка · f5 чёрная пешка · g5 белый конь · f4 чёрная пешка · b3 белый ферзь · f3 чёрная пешка · a2 белая пешка · b2 белая пешка · g2 чёрный слон · a1 белый король · b1 белый слон | a8 чёрная ладья · e8 чёрный король · h8 чёрная ладья · a7 чёрная пешка · d7 чёрная пешка · a6 чёрная пешка · c6 чёрная пешка · d6 белая пешка · g6 чёрная пешка · f5 чёрная пешка · g5 белый конь · f4 чёрная пешка · b3 белый ферзь · f3 чёрная пешка · a2 белая пешка · b2 белая пешка · g2 чёрный слон · a1 белый король · b1 белый слон | 8 |
| 7 | a8 чёрная ладья · e8 чёрный король · h8 чёрная ладья · a7 чёрная пешка · d7 чёрная пешка · a6 чёрная пешка · c6 чёрная пешка · d6 белая пешка · g6 чёрная пешка · f5 чёрная пешка · g5 белый конь · f4 чёрная пешка · b3 белый ферзь · f3 чёрная пешка · a2 белая пешка · b2 белая пешка · g2 чёрный слон · a1 белый король · b1 белый слон | a8 чёрная ладья · e8 чёрный король · h8 чёрная ладья · a7 чёрная пешка · d7 чёрная пешка · a6 чёрная пешка · c6 чёрная пешка · d6 белая пешка · g6 чёрная пешка · f5 чёрная пешка · g5 белый конь · f4 чёрная пешка · b3 белый ферзь · f3 чёрная пешка · a2 белая пешка · b2 белая пешка · g2 чёрный слон · a1 белый король · b1 белый слон | a8 чёрная ладья · e8 чёрный король · h8 чёрная ладья · a7 чёрная пешка · d7 чёрная пешка · a6 чёрная пешка · c6 чёрная пешка · d6 белая пешка · g6 чёрная пешка · f5 чёрная пешка · g5 белый конь · f4 чёрная пешка · b3 белый ферзь · f3 чёрная пешка · a2 белая пешка · b2 белая пешка · g2 чёрный слон · a1 белый король · b1 белый слон | a8 чёрная ладья · e8 чёрный король · h8 чёрная ладья · a7 чёрная пешка · d7 чёрная пешка · a6 чёрная пешка · c6 чёрная пешка · d6 белая пешка · g6 чёрная пешка · f5 чёрная пешка · g5 белый конь · f4 чёрная пешка · b3 белый ферзь · f3 чёрная пешка · a2 белая пешка · b2 белая пешка · g2 чёрный слон · a1 белый король · b1 белый слон | a8 чёрная ладья · e8 чёрный король · h8 чёрная ладья · a7 чёрная пешка · d7 чёрная пешка · a6 чёрная пешка · c6 чёрная пешка · d6 белая пешка · g6 чёрная пешка · f5 чёрная пешка · g5 белый конь · f4 чёрная пешка · b3 белый ферзь · f3 чёрная пешка · a2 белая пешка · b2 белая пешка · g2 чёрный слон · a1 белый король · b1 белый слон | a8 чёрная ладья · e8 чёрный король · h8 чёрная ладья · a7 чёрная пешка · d7 чёрная пешка · a6 чёрная пешка · c6 чёрная пешка · d6 белая пешка · g6 чёрная пешка · f5 чёрная пешка · g5 белый конь · f4 чёрная пешка · b3 белый ферзь · f3 чёрная пешка · a2 белая пешка · b2 белая пешка · g2 чёрный слон · a1 белый король · b1 белый слон | a8 чёрная ладья · e8 чёрный король · h8 чёрная ладья · a7 чёрная пешка · d7 чёрная пешка · a6 чёрная пешка · c6 чёрная пешка · d6 белая пешка · g6 чёрная пешка · f5 чёрная пешка · g5 белый конь · f4 чёрная пешка · b3 белый ферзь · f3 чёрная пешка · a2 белая пешка · b2 белая пешка · g2 чёрный слон · a1 белый король · b1 белый слон | a8 чёрная ладья · e8 чёрный король · h8 чёрная ладья · a7 чёрная пешка · d7 чёрная пешка · a6 чёрная пешка · c6 чёрная пешка · d6 белая пешка · g6 чёрная пешка · f5 чёрная пешка · g5 белый конь · f4 чёрная пешка · b3 белый ферзь · f3 чёрная пешка · a2 белая пешка · b2 белая пешка · g2 чёрный слон · a1 белый король · b1 белый слон | 7 |
| 6 | a8 чёрная ладья · e8 чёрный король · h8 чёрная ладья · a7 чёрная пешка · d7 чёрная пешка · a6 чёрная пешка · c6 чёрная пешка · d6 белая пешка · g6 чёрная пешка · f5 чёрная пешка · g5 белый конь · f4 чёрная пешка · b3 белый ферзь · f3 чёрная пешка · a2 белая пешка · b2 белая пешка · g2 чёрный слон · a1 белый король · b1 белый слон | a8 чёрная ладья · e8 чёрный король · h8 чёрная ладья · a7 чёрная пешка · d7 чёрная пешка · a6 чёрная пешка · c6 чёрная пешка · d6 белая пешка · g6 чёрная пешка · f5 чёрная пешка · g5 белый конь · f4 чёрная пешка · b3 белый ферзь · f3 чёрная пешка · a2 белая пешка · b2 белая пешка · g2 чёрный слон · a1 белый король · b1 белый слон | a8 чёрная ладья · e8 чёрный король · h8 чёрная ладья · a7 чёрная пешка · d7 чёрная пешка · a6 чёрная пешка · c6 чёрная пешка · d6 белая пешка · g6 чёрная пешка · f5 чёрная пешка · g5 белый конь · f4 чёрная пешка · b3 белый ферзь · f3 чёрная пешка · a2 белая пешка · b2 белая пешка · g2 чёрный слон · a1 белый король · b1 белый слон | a8 чёрная ладья · e8 чёрный король · h8 чёрная ладья · a7 чёрная пешка · d7 чёрная пешка · a6 чёрная пешка · c6 чёрная пешка · d6 белая пешка · g6 чёрная пешка · f5 чёрная пешка · g5 белый конь · f4 чёрная пешка · b3 белый ферзь · f3 чёрная пешка · a2 белая пешка · b2 белая пешка · g2 чёрный слон · a1 белый король · b1 белый слон | a8 чёрная ладья · e8 чёрный король · h8 чёрная ладья · a7 чёрная пешка · d7 чёрная пешка · a6 чёрная пешка · c6 чёрная пешка · d6 белая пешка · g6 чёрная пешка · f5 чёрная пешка · g5 белый конь · f4 чёрная пешка · b3 белый ферзь · f3 чёрная пешка · a2 белая пешка · b2 белая пешка · g2 чёрный слон · a1 белый король · b1 белый слон | a8 чёрная ладья · e8 чёрный король · h8 чёрная ладья · a7 чёрная пешка · d7 чёрная пешка · a6 чёрная пешка · c6 чёрная пешка · d6 белая пешка · g6 чёрная пешка · f5 чёрная пешка · g5 белый конь · f4 чёрная пешка · b3 белый ферзь · f3 чёрная пешка · a2 белая пешка · b2 белая пешка · g2 чёрный слон · a1 белый король · b1 белый слон | a8 чёрная ладья · e8 чёрный король · h8 чёрная ладья · a7 чёрная пешка · d7 чёрная пешка · a6 чёрная пешка · c6 чёрная пешка · d6 белая пешка · g6 чёрная пешка · f5 чёрная пешка · g5 белый конь · f4 чёрная пешка · b3 белый ферзь · f3 чёрная пешка · a2 белая пешка · b2 белая пешка · g2 чёрный слон · a1 белый король · b1 белый слон | a8 чёрная ладья · e8 чёрный король · h8 чёрная ладья · a7 чёрная пешка · d7 чёрная пешка · a6 чёрная пешка · c6 чёрная пешка · d6 белая пешка · g6 чёрная пешка · f5 чёрная пешка · g5 белый конь · f4 чёрная пешка · b3 белый ферзь · f3 чёрная пешка · a2 белая пешка · b2 белая пешка · g2 чёрный слон · a1 белый король · b1 белый слон | 6 |
| 5 | a8 чёрная ладья · e8 чёрный король · h8 чёрная ладья · a7 чёрная пешка · d7 чёрная пешка · a6 чёрная пешка · c6 чёрная пешка · d6 белая пешка · g6 чёрная пешка · f5 чёрная пешка · g5 белый конь · f4 чёрная пешка · b3 белый ферзь · f3 чёрная пешка · a2 белая пешка · b2 белая пешка · g2 чёрный слон · a1 белый король · b1 белый слон | a8 чёрная ладья · e8 чёрный король · h8 чёрная ладья · a7 чёрная пешка · d7 чёрная пешка · a6 чёрная пешка · c6 чёрная пешка · d6 белая пешка · g6 чёрная пешка · f5 чёрная пешка · g5 белый конь · f4 чёрная пешка · b3 белый ферзь · f3 чёрная пешка · a2 белая пешка · b2 белая пешка · g2 чёрный слон · a1 белый король · b1 белый слон | a8 чёрная ладья · e8 чёрный король · h8 чёрная ладья · a7 чёрная пешка · d7 чёрная пешка · a6 чёрная пешка · c6 чёрная пешка · d6 белая пешка · g6 чёрная пешка · f5 чёрная пешка · g5 белый конь · f4 чёрная пешка · b3 белый ферзь · f3 чёрная пешка · a2 белая пешка · b2 белая пешка · g2 чёрный слон · a1 белый король · b1 белый слон | a8 чёрная ладья · e8 чёрный король · h8 чёрная ладья · a7 чёрная пешка · d7 чёрная пешка · a6 чёрная пешка · c6 чёрная пешка · d6 белая пешка · g6 чёрная пешка · f5 чёрная пешка · g5 белый конь · f4 чёрная пешка · b3 белый ферзь · f3 чёрная пешка · a2 белая пешка · b2 белая пешка · g2 чёрный слон · a1 белый король · b1 белый слон | a8 чёрная ладья · e8 чёрный король · h8 чёрная ладья · a7 чёрная пешка · d7 чёрная пешка · a6 чёрная пешка · c6 чёрная пешка · d6 белая пешка · g6 чёрная пешка · f5 чёрная пешка · g5 белый конь · f4 чёрная пешка · b3 белый ферзь · f3 чёрная пешка · a2 белая пешка · b2 белая пешка · g2 чёрный слон · a1 белый король · b1 белый слон | a8 чёрная ладья · e8 чёрный король · h8 чёрная ладья · a7 чёрная пешка · d7 чёрная пешка · a6 чёрная пешка · c6 чёрная пешка · d6 белая пешка · g6 чёрная пешка · f5 чёрная пешка · g5 белый конь · f4 чёрная пешка · b3 белый ферзь · f3 чёрная пешка · a2 белая пешка · b2 белая пешка · g2 чёрный слон · a1 белый король · b1 белый слон | a8 чёрная ладья · e8 чёрный король · h8 чёрная ладья · a7 чёрная пешка · d7 чёрная пешка · a6 чёрная пешка · c6 чёрная пешка · d6 белая пешка · g6 чёрная пешка · f5 чёрная пешка · g5 белый конь · f4 чёрная пешка · b3 белый ферзь · f3 чёрная пешка · a2 белая пешка · b2 белая пешка · g2 чёрный слон · a1 белый король · b1 белый слон | a8 чёрная ладья · e8 чёрный король · h8 чёрная ладья · a7 чёрная пешка · d7 чёрная пешка · a6 чёрная пешка · c6 чёрная пешка · d6 белая пешка · g6 чёрная пешка · f5 чёрная пешка · g5 белый конь · f4 чёрная пешка · b3 белый ферзь · f3 чёрная пешка · a2 белая пешка · b2 белая пешка · g2 чёрный слон · a1 белый король · b1 белый слон | 5 |
| 4 | a8 чёрная ладья · e8 чёрный король · h8 чёрная ладья · a7 чёрная пешка · d7 чёрная пешка · a6 чёрная пешка · c6 чёрная пешка · d6 белая пешка · g6 чёрная пешка · f5 чёрная пешка · g5 белый конь · f4 чёрная пешка · b3 белый ферзь · f3 чёрная пешка · a2 белая пешка · b2 белая пешка · g2 чёрный слон · a1 белый король · b1 белый слон | a8 чёрная ладья · e8 чёрный король · h8 чёрная ладья · a7 чёрная пешка · d7 чёрная пешка · a6 чёрная пешка · c6 чёрная пешка · d6 белая пешка · g6 чёрная пешка · f5 чёрная пешка · g5 белый конь · f4 чёрная пешка · b3 белый ферзь · f3 чёрная пешка · a2 белая пешка · b2 белая пешка · g2 чёрный слон · a1 белый король · b1 белый слон | a8 чёрная ладья · e8 чёрный король · h8 чёрная ладья · a7 чёрная пешка · d7 чёрная пешка · a6 чёрная пешка · c6 чёрная пешка · d6 белая пешка · g6 чёрная пешка · f5 чёрная пешка · g5 белый конь · f4 чёрная пешка · b3 белый ферзь · f3 чёрная пешка · a2 белая пешка · b2 белая пешка · g2 чёрный слон · a1 белый король · b1 белый слон | a8 чёрная ладья · e8 чёрный король · h8 чёрная ладья · a7 чёрная пешка · d7 чёрная пешка · a6 чёрная пешка · c6 чёрная пешка · d6 белая пешка · g6 чёрная пешка · f5 чёрная пешка · g5 белый конь · f4 чёрная пешка · b3 белый ферзь · f3 чёрная пешка · a2 белая пешка · b2 белая пешка · g2 чёрный слон · a1 белый король · b1 белый слон | a8 чёрная ладья · e8 чёрный король · h8 чёрная ладья · a7 чёрная пешка · d7 чёрная пешка · a6 чёрная пешка · c6 чёрная пешка · d6 белая пешка · g6 чёрная пешка · f5 чёрная пешка · g5 белый конь · f4 чёрная пешка · b3 белый ферзь · f3 чёрная пешка · a2 белая пешка · b2 белая пешка · g2 чёрный слон · a1 белый король · b1 белый слон | a8 чёрная ладья · e8 чёрный король · h8 чёрная ладья · a7 чёрная пешка · d7 чёрная пешка · a6 чёрная пешка · c6 чёрная пешка · d6 белая пешка · g6 чёрная пешка · f5 чёрная пешка · g5 белый конь · f4 чёрная пешка · b3 белый ферзь · f3 чёрная пешка · a2 белая пешка · b2 белая пешка · g2 чёрный слон · a1 белый король · b1 белый слон | a8 чёрная ладья · e8 чёрный король · h8 чёрная ладья · a7 чёрная пешка · d7 чёрная пешка · a6 чёрная пешка · c6 чёрная пешка · d6 белая пешка · g6 чёрная пешка · f5 чёрная пешка · g5 белый конь · f4 чёрная пешка · b3 белый ферзь · f3 чёрная пешка · a2 белая пешка · b2 белая пешка · g2 чёрный слон · a1 белый король · b1 белый слон | a8 чёрная ладья · e8 чёрный король · h8 чёрная ладья · a7 чёрная пешка · d7 чёрная пешка · a6 чёрная пешка · c6 чёрная пешка · d6 белая пешка · g6 чёрная пешка · f5 чёрная пешка · g5 белый конь · f4 чёрная пешка · b3 белый ферзь · f3 чёрная пешка · a2 белая пешка · b2 белая пешка · g2 чёрный слон · a1 белый король · b1 белый слон | 4 |
| 3 | a8 чёрная ладья · e8 чёрный король · h8 чёрная ладья · a7 чёрная пешка · d7 чёрная пешка · a6 чёрная пешка · c6 чёрная пешка · d6 белая пешка · g6 чёрная пешка · f5 чёрная пешка · g5 белый конь · f4 чёрная пешка · b3 белый ферзь · f3 чёрная пешка · a2 белая пешка · b2 белая пешка · g2 чёрный слон · a1 белый король · b1 белый слон | a8 чёрная ладья · e8 чёрный король · h8 чёрная ладья · a7 чёрная пешка · d7 чёрная пешка · a6 чёрная пешка · c6 чёрная пешка · d6 белая пешка · g6 чёрная пешка · f5 чёрная пешка · g5 белый конь · f4 чёрная пешка · b3 белый ферзь · f3 чёрная пешка · a2 белая пешка · b2 белая пешка · g2 чёрный слон · a1 белый король · b1 белый слон | a8 чёрная ладья · e8 чёрный король · h8 чёрная ладья · a7 чёрная пешка · d7 чёрная пешка · a6 чёрная пешка · c6 чёрная пешка · d6 белая пешка · g6 чёрная пешка · f5 чёрная пешка · g5 белый конь · f4 чёрная пешка · b3 белый ферзь · f3 чёрная пешка · a2 белая пешка · b2 белая пешка · g2 чёрный слон · a1 белый король · b1 белый слон | a8 чёрная ладья · e8 чёрный король · h8 чёрная ладья · a7 чёрная пешка · d7 чёрная пешка · a6 чёрная пешка · c6 чёрная пешка · d6 белая пешка · g6 чёрная пешка · f5 чёрная пешка · g5 белый конь · f4 чёрная пешка · b3 белый ферзь · f3 чёрная пешка · a2 белая пешка · b2 белая пешка · g2 чёрный слон · a1 белый король · b1 белый слон | a8 чёрная ладья · e8 чёрный король · h8 чёрная ладья · a7 чёрная пешка · d7 чёрная пешка · a6 чёрная пешка · c6 чёрная пешка · d6 белая пешка · g6 чёрная пешка · f5 чёрная пешка · g5 белый конь · f4 чёрная пешка · b3 белый ферзь · f3 чёрная пешка · a2 белая пешка · b2 белая пешка · g2 чёрный слон · a1 белый король · b1 белый слон | a8 чёрная ладья · e8 чёрный король · h8 чёрная ладья · a7 чёрная пешка · d7 чёрная пешка · a6 чёрная пешка · c6 чёрная пешка · d6 белая пешка · g6 чёрная пешка · f5 чёрная пешка · g5 белый конь · f4 чёрная пешка · b3 белый ферзь · f3 чёрная пешка · a2 белая пешка · b2 белая пешка · g2 чёрный слон · a1 белый король · b1 белый слон | a8 чёрная ладья · e8 чёрный король · h8 чёрная ладья · a7 чёрная пешка · d7 чёрная пешка · a6 чёрная пешка · c6 чёрная пешка · d6 белая пешка · g6 чёрная пешка · f5 чёрная пешка · g5 белый конь · f4 чёрная пешка · b3 белый ферзь · f3 чёрная пешка · a2 белая пешка · b2 белая пешка · g2 чёрный слон · a1 белый король · b1 белый слон | a8 чёрная ладья · e8 чёрный король · h8 чёрная ладья · a7 чёрная пешка · d7 чёрная пешка · a6 чёрная пешка · c6 чёрная пешка · d6 белая пешка · g6 чёрная пешка · f5 чёрная пешка · g5 белый конь · f4 чёрная пешка · b3 белый ферзь · f3 чёрная пешка · a2 белая пешка · b2 белая пешка · g2 чёрный слон · a1 белый король · b1 белый слон | 3 |
| 2 | a8 чёрная ладья · e8 чёрный король · h8 чёрная ладья · a7 чёрная пешка · d7 чёрная пешка · a6 чёрная пешка · c6 чёрная пешка · d6 белая пешка · g6 чёрная пешка · f5 чёрная пешка · g5 белый конь · f4 чёрная пешка · b3 белый ферзь · f3 чёрная пешка · a2 белая пешка · b2 белая пешка · g2 чёрный слон · a1 белый король · b1 белый слон | a8 чёрная ладья · e8 чёрный король · h8 чёрная ладья · a7 чёрная пешка · d7 чёрная пешка · a6 чёрная пешка · c6 чёрная пешка · d6 белая пешка · g6 чёрная пешка · f5 чёрная пешка · g5 белый конь · f4 чёрная пешка · b3 белый ферзь · f3 чёрная пешка · a2 белая пешка · b2 белая пешка · g2 чёрный слон · a1 белый король · b1 белый слон | a8 чёрная ладья · e8 чёрный король · h8 чёрная ладья · a7 чёрная пешка · d7 чёрная пешка · a6 чёрная пешка · c6 чёрная пешка · d6 белая пешка · g6 чёрная пешка · f5 чёрная пешка · g5 белый конь · f4 чёрная пешка · b3 белый ферзь · f3 чёрная пешка · a2 белая пешка · b2 белая пешка · g2 чёрный слон · a1 белый король · b1 белый слон | a8 чёрная ладья · e8 чёрный король · h8 чёрная ладья · a7 чёрная пешка · d7 чёрная пешка · a6 чёрная пешка · c6 чёрная пешка · d6 белая пешка · g6 чёрная пешка · f5 чёрная пешка · g5 белый конь · f4 чёрная пешка · b3 белый ферзь · f3 чёрная пешка · a2 белая пешка · b2 белая пешка · g2 чёрный слон · a1 белый король · b1 белый слон | a8 чёрная ладья · e8 чёрный король · h8 чёрная ладья · a7 чёрная пешка · d7 чёрная пешка · a6 чёрная пешка · c6 чёрная пешка · d6 белая пешка · g6 чёрная пешка · f5 чёрная пешка · g5 белый конь · f4 чёрная пешка · b3 белый ферзь · f3 чёрная пешка · a2 белая пешка · b2 белая пешка · g2 чёрный слон · a1 белый король · b1 белый слон | a8 чёрная ладья · e8 чёрный король · h8 чёрная ладья · a7 чёрная пешка · d7 чёрная пешка · a6 чёрная пешка · c6 чёрная пешка · d6 белая пешка · g6 чёрная пешка · f5 чёрная пешка · g5 белый конь · f4 чёрная пешка · b3 белый ферзь · f3 чёрная пешка · a2 белая пешка · b2 белая пешка · g2 чёрный слон · a1 белый король · b1 белый слон | a8 чёрная ладья · e8 чёрный король · h8 чёрная ладья · a7 чёрная пешка · d7 чёрная пешка · a6 чёрная пешка · c6 чёрная пешка · d6 белая пешка · g6 чёрная пешка · f5 чёрная пешка · g5 белый конь · f4 чёрная пешка · b3 белый ферзь · f3 чёрная пешка · a2 белая пешка · b2 белая пешка · g2 чёрный слон · a1 белый король · b1 белый слон | a8 чёрная ладья · e8 чёрный король · h8 чёрная ладья · a7 чёрная пешка · d7 чёрная пешка · a6 чёрная пешка · c6 чёрная пешка · d6 белая пешка · g6 чёрная пешка · f5 чёрная пешка · g5 белый конь · f4 чёрная пешка · b3 белый ферзь · f3 чёрная пешка · a2 белая пешка · b2 белая пешка · g2 чёрный слон · a1 белый король · b1 белый слон | 2 |
| 1 | a8 чёрная ладья · e8 чёрный король · h8 чёрная ладья · a7 чёрная пешка · d7 чёрная пешка · a6 чёрная пешка · c6 чёрная пешка · d6 белая пешка · g6 чёрная пешка · f5 чёрная пешка · g5 белый конь · f4 чёрная пешка · b3 белый ферзь · f3 чёрная пешка · a2 белая пешка · b2 белая пешка · g2 чёрный слон · a1 белый король · b1 белый слон | a8 чёрная ладья · e8 чёрный король · h8 чёрная ладья · a7 чёрная пешка · d7 чёрная пешка · a6 чёрная пешка · c6 чёрная пешка · d6 белая пешка · g6 чёрная пешка · f5 чёрная пешка · g5 белый конь · f4 чёрная пешка · b3 белый ферзь · f3 чёрная пешка · a2 белая пешка · b2 белая пешка · g2 чёрный слон · a1 белый король · b1 белый слон | a8 чёрная ладья · e8 чёрный король · h8 чёрная ладья · a7 чёрная пешка · d7 чёрная пешка · a6 чёрная пешка · c6 чёрная пешка · d6 белая пешка · g6 чёрная пешка · f5 чёрная пешка · g5 белый конь · f4 чёрная пешка · b3 белый ферзь · f3 чёрная пешка · a2 белая пешка · b2 белая пешка · g2 чёрный слон · a1 белый король · b1 белый слон | a8 чёрная ладья · e8 чёрный король · h8 чёрная ладья · a7 чёрная пешка · d7 чёрная пешка · a6 чёрная пешка · c6 чёрная пешка · d6 белая пешка · g6 чёрная пешка · f5 чёрная пешка · g5 белый конь · f4 чёрная пешка · b3 белый ферзь · f3 чёрная пешка · a2 белая пешка · b2 белая пешка · g2 чёрный слон · a1 белый король · b1 белый слон | a8 чёрная ладья · e8 чёрный король · h8 чёрная ладья · a7 чёрная пешка · d7 чёрная пешка · a6 чёрная пешка · c6 чёрная пешка · d6 белая пешка · g6 чёрная пешка · f5 чёрная пешка · g5 белый конь · f4 чёрная пешка · b3 белый ферзь · f3 чёрная пешка · a2 белая пешка · b2 белая пешка · g2 чёрный слон · a1 белый король · b1 белый слон | a8 чёрная ладья · e8 чёрный король · h8 чёрная ладья · a7 чёрная пешка · d7 чёрная пешка · a6 чёрная пешка · c6 чёрная пешка · d6 белая пешка · g6 чёрная пешка · f5 чёрная пешка · g5 белый конь · f4 чёрная пешка · b3 белый ферзь · f3 чёрная пешка · a2 белая пешка · b2 белая пешка · g2 чёрный слон · a1 белый король · b1 белый слон | a8 чёрная ладья · e8 чёрный король · h8 чёрная ладья · a7 чёрная пешка · d7 чёрная пешка · a6 чёрная пешка · c6 чёрная пешка · d6 белая пешка · g6 чёрная пешка · f5 чёрная пешка · g5 белый конь · f4 чёрная пешка · b3 белый ферзь · f3 чёрная пешка · a2 белая пешка · b2 белая пешка · g2 чёрный слон · a1 белый король · b1 белый слон | a8 чёрная ладья · e8 чёрный король · h8 чёрная ладья · a7 чёрная пешка · d7 чёрная пешка · a6 чёрная пешка · c6 чёрная пешка · d6 белая пешка · g6 чёрная пешка · f5 чёрная пешка · g5 белый конь · f4 чёрная пешка · b3 белый ферзь · f3 чёрная пешка · a2 белая пешка · b2 белая пешка · g2 чёрный слон · a1 белый король · b1 белый слон | 1 |
|   | a | b | c | d | e | f | g | h |   |

Тематический ложный след 1.Фс3? опровергается любой рокировкой чёрных. 
 
Сразу не проходит также 1.Cd3? (~ 2.Фf7+ Kpd8! 3.Ке6+ Крс8 4.Са6+) 1...Лh1+ 2.Сb1 0—0—0! 

Необходимо лишить чёрных права сначала на длинную рокировку: 

1.Фb7! Лd8 (1...0—0 2.Ф:d7) 2.Фb3 Ла8, затем на короткую: 3.Cd3! Лh1+ (3...Cf1 4. С:f1 Лf8 5.Фс3 Kpd8 6.Kf7+) 4.Сb1 Лh8, и теперь 5.Фс3! Лh7 6.Фf6 и 7.К:h7. 

В процессе решения одна и та же позиция встречается трижды: в изображённой на диаграмме чёрные имеют право рокироваться в обе стороны, после второго хода остаётся право только на короткую рокировку, после четвёртого хода чёрные теряют право на любую рокировку. Этой задачей автор вступил в полемику с действовавшей в то время редакцией шахматного Кодекса, с его формальным требованием ничьи в случае троекратного повторения позиции. Не случайно впоследствии в «Правила игры» была внесена корректировка, учитывающая разницу в правах сторон при повторении позиции. 

## Книги
- Šahovski problem, Zagreb, 1949;
- Problemi i Sama Loyda, Zagreb, 1985.